# 塞浦路斯国旗
塞浦路斯國旗是一面由銅色塞浦路斯島地形圖、橄欖枝和白色的背景組成的旗幟。
1960年8月16日成為國旗。最初比例为3:5，后于2006年4月20日进行了修改。
塞浦路斯国旗通常会与希腊国旗和欧盟旗帜一起悬挂，因为塞浦路斯与希腊是同一民族，也是欧盟的一份子。

## 涵义
塞浦路斯国旗的白色旗底象征和平，铜色代表该国的主要矿产——铜矿，地图代表塞浦路斯，两支绿色橄榄枝分别代表希腊人和土耳其人，也代表了塞浦路斯两个民族向往和平。

## 历史
1960年4月，塞浦路斯从英国独立之后，开始启用自己的国旗。最初塞浦路斯国旗上的塞浦路斯国土图案为橙色轮廓，后于1960年8月把塞浦路斯国土图案填充为橙色，比例为3:5。
1983年，塞浦路斯北部的土耳其人独立建国为「北塞浦路斯土耳其共和国」，塞浦路斯开始分裂，北塞浦路斯另起炉灶设计了一面与土耳其国旗相似的北塞浦路斯国旗。塞浦路斯国旗只有南部的希腊人使用。實際上大多數時候土耳其人使用的是北塞浦路斯国旗和土耳其國旗， 希臘人使用塞浦路斯国旗和希臘國旗。
2006年，对原设计进行了修改，更改了地图和橄榄枝的设计及色彩，图案与原设计相比稍微放大，并将比例改为2:3。

### 歷史旗幟

塞浦路斯王国的旗帜（13世纪到14世纪）
塞浦路斯王国的旗帜（15世纪）
威尼斯共和国的旗帜（1489年-1571年）
英国殖民统治下的塞浦路斯国旗（1881年-1922年）
英国殖民统治下的塞浦路斯最后一面国旗（1922-1960年）
塞浦路斯共和国（1960年4月6日-8月16日）
塞浦路斯共和国（1960年8月16日-2006年4月24日）
塞浦路斯共和国（2006年4月24日-至今）

### 詳細
| 國旗 | 國家           | 使用日期         |
| ---- | -------------- | ---------------- |
|      | 英属塞浦路斯   | 1881年-1922年    |
|      | 英属塞浦路斯   | 1922年-1960年    |
|      | 塞浦路斯共和国 | 1960年4-8月      |
|      | 塞浦路斯共和国 | 1960年8月-2006年 |
|      | 塞浦路斯共和国 | 2006年-          |

### 其他旗幟

塞浦路斯殖民地高級專員旗幟（1881–1905）
塞浦路斯殖民地民用旗幟（1922–1960）
塞浦路斯殖民地總督旗幟（1905–1960）
塞浦路斯伊薩克一世的個人旗幟
塞浦路斯教會旗幟
塞浦路斯总统旗帜
塞浦路斯国旗（明亮颜色版本）
安南提議解決塞浦路斯問題使用的塞浦路斯聯邦共和國國旗

## 参阅
- 塞浦路斯
- 塞浦路斯国徽
- 北塞浦路斯土耳其共和國國旗
- 土耳其国旗
- 希腊国旗